# Operation Roundup
Die Operation Roundup war ein von den Briten in der Frühphase des Zweiten Weltkriegs im Jahr 1941 ausgearbeitetes Unternehmen zur Invasion in Westeuropa, das ab dem Frühjahr 1942 von den vereinten Planungsstäben der Briten und Amerikaner fortgeführt und zusammen mit dem Plan zur Operation Sledgehammer im April 1942 den Führungsebenen präsentiert wurde.
Roundup war im Gegensatz zur Operation Sledgehammer ein Plan zu einer deutlich erweiterten Invasion, die in den Grundzügen schon der späteren Operation Overlord, bzw. Operation Neptune entsprach. Die Ausführung war für die erste Hälfte des Jahres 1943 vorgesehen. Dazu wollten die USA im Zuge der Operation Bolero eine 1 Mio. Mann starke Invasionsstreitmacht in Großbritannien aufstellen.

## 1941
Die erste Ausarbeitung der Briten 1941 entwarf ein Szenario zu einer Invasion, die mit verhältnismäßig wenig Ausrüstung und Soldaten stattfinden sollte. Dabei wurde ein demoralisiertes Drittes Reich vorausgesetzt, das nicht mehr an einen Sieg glauben und alle Kräfte zurückziehen würde, um das eigene Territorium zu verteidigen. Als Landungszonen waren Strände östlich von Le Havre bis nach Dieppe vorgesehen. Ziel war die Einnahme eines Gebiets zwischen Calais und der Seine, das 75 bis 100 Meilen in das Landesinnere ragte. Die Invasionsarmee sollte dann weiter nördlich Antwerpen erobern und über die Maas bei Lüttich nach Deutschland eindringen. Insgesamt waren 6 1/3 Infanteriedivisionen, 6 Panzerdivisionen und 6 Panzerbrigaden mit den jeweiligen Nachschubeinheiten für den Vorstoß vorgesehen. Für die Küstenbombardierung sahen die Briten nur drei Schiffe, inklusive eines Schlachtschiffs vor. Dies zeigt, mit welch geringer deutscher Gegenwehr gerechnet wurde und welches geringe Militär- bzw. Strategieverständnis die Briten zu dieser Zeit hatten.
Die 1941er Version des Roundup-Plans wurde nicht ernsthaft weiterbetrieben und auch nie offiziell den Führungsebenen vorgestellt.
Nach der ARCADIA-Konferenz in Washington, D.C. am 31. Dezember 1941 bekräftigten der britische Premierminister Winston Churchill und der amerikanische Präsident Franklin D. Roosevelt trotz des Eintritts der USA in den Krieg nach dem japanischen Angriff auf Pearl Harbour die Prämisse „Germany first“ (Deutschland zuerst). Nun begannen die gemeinsamen ernsthaften Konsultationen zur Ausarbeitung der Angriffspläne.

## 1942
Bedingt durch die jeweilige Perspektive des anderen liefen die Planungen aus zwei Gesichtspunkten heraus. Die Briten, die näher am Kriegsgeschehen waren und ihr eigenes Land direkt bedroht sahen, legten ihr Hauptaugenmerk auf die Schwierigkeiten eines Invasionsangriffs mit allen logistischen und taktischen Problemen. Im Gegenzug lag der Schwerpunkt der Amerikaner, die rund 3.000 Meilen vom Geschehen entfernt waren, eher auf der globalen Strategie, da sie auch den pazifischen Raum durch den Krieg mit Japan zu berücksichtigen hatten. Jede dieser Perspektiven leistete aber einen wichtigen Beitrag zum Aufbau des Plans. In einem waren sich beide Seiten einig; je eher man die Initiative der Achsenmächte eindämmen konnte, umso eher war es möglich, überflüssige Ressourcen zur Verteidigung abzubauen und einem schlagkräftigen Angriffsheer zur Verfügung zu stellen.
Im Januar 1942 favorisierten Churchill und Roosevelt einen ersten Invasionsplan für die Landung in Nordafrika, die Operation Gymnast, aber schon im März wurde dieser wieder fallengelassen, da sich die USA nun stärker als vorgesehen im Pazifikraum engagieren mussten.
Der amerikanische Planungsstab ging nun an die Ausarbeitung der Operation Sledgehammer zur Bildung einer alliierten Westfront. Die komplette Operation war aber abhängig davon, ob die UdSSR die deutschen Kräfte binden oder sogar zurückschlagen könnte.

### Roundup-Planung durch General Marshall
Am 25. März 1942 bestellte Roosevelt Kriegsminister Henry L. Stimson ins Weiße Haus, um Erkundigungen darüber einzuholen, ob bei künftigen Offensiven US-Truppen besser in Nordafrika oder Nordwesteuropa eingesetzt werden könnten. Die Antwort aus dem Kriegsministerium erhielt er von General George C. Marshall am 2. April. Dieser legte dem Präsidenten einen kompletten Plan für eine Überquerung des Ärmelkanals im Jahr 1943 vor.
Der Plan sah eine Dreiteilung der Operation vor, die Vorbereitungsphase, die eigentliche Kanalüberquerung mit dem Aufbau von Brückenköpfen zwischen Le Havre und Boulogne-sur-Mer und schließlich den Zusammenschluss und Ausbau der Brückenköpfe. Die Logistik setzte den frühestmöglichen Beginn der Phase zwei auf den 1. April 1943, während mit der Vorbereitungsphase – der Organisation, Bewaffnung und Einschiffung der nötigen Truppen – sofort begonnen werden konnte. Im Sommer 1942 sollten kleine Vorhuteinheiten an den zugänglichen Feindküsten landen, die nach den Worten Marshalls den „ersten Aufbau einer aktiven Front“ leisten sollten. Zum einen könnten damit deutsche Soldaten von der russischen Front abgezogen werden, um einen Beitrag zu Stalins Entlastung zu leisten und zum weiteren sollten sie die Furcht der Deutschen erhöhen, dass aus einem der kleinen Brückenkopfe eine umfangreiche Invasion erwachsen könnte.
Für die Hauptinvasion, die für den Frühling 1943 geplant war, wurden 48 Divisionen vorgesehen, die von 5.800 Kampfflugzeugen unterstützt werden sollten. Die Landungsstrände sollten zwischen Étretat nördlich von Le Havre und Cap Gris-Nez sowie der Hauptangriffskeil auf beiden Seiten der Sommemündung liegen. Von dort aus war vorgesehen, die Brückenköpfe bis zur Einnahme von Le Havre und bis an die Seine auszubauen. Marshalls Plan legte auch dezidiert die Strategie zu Produktion, Training sowie Bereitstellung und Verschiffung der Einheiten fest. Es gab zwar noch genug Planungszeit, aber die Entscheidung für den Plan sollte schnell getroffen werden, da nach den aktuellen Produktionszahlen die USA bis zum vorgesehenen Invasionszeitpunkt nur etwa 10 % der Landungsboote fertigen und liefern können würden.
In der zweiten Aprilwoche begaben sich Marshall und ein direkter Beauftragter von Roosevelt nach London, um eine schnellstmögliche Entscheidung beim britischen Planungsstab herbeizuführen. Innerhalb sehr kurzer Konsultationen kam es zu einem Übereinkommen in allen Punkten.
Mitte Juni 1942 einigten sich Churchill und Roosevelt, den amerikanischen Plan zur Operation Sledgehammer auszuführen, der einen kleinen Brückenkopf bei Cherbourg zur Nachschubversorgung vorsah. Bereits 14 Tage später verwarf Churchill auf einem weiteren Treffen seine Entscheidung und schlug nun vor, Operation Roundup auszuführen.
Für Roundup sollten 8.200 kleine Landungsboote für die Kanalüberquerung in britischen Häfen stationiert werden. Die Briten selbst sahen in den kleinen Booten aber eine Gefahr für die Truppen, da sie die raue See im Ärmelkanal besser kannten als die Amerikaner. Schon auf einem Treffen der Planungsstäbe im Mai 1942 gelang es ihnen, die USA davon zu überzeugen, mit den LSTs größere seetaugliche Landungsschiffe zu bauen, um mehr Soldaten sicherer an die französische Küste bringen zu können. Die US-Marine war zu diesem Zeitpunkt allerdings sehr damit beschäftigt, für den Pazifikkrieg Transportschiffe und U-Boote zu bauen. Dies führte zu längeren Verzögerungen und als die ersten Landungsboote vom Stapel liefen, wurden sie für das Training der Truppen benötigt. So stellte sich schnell heraus, dass im Frühjahr 1943 keine adäquate Landungsflotte für die Operation Roundup zusammengestellt werden konnte.

## 1943
Da der Plan zu Roundup aber beide Seiten überzeugt hatte, wurde er nicht fallengelassen, sondern nur aufgeschoben. Der britische Lieutenant-General Sir Frederick E. Morgan, der spätere COSSAC, erweiterte den Plan ab März 1943 unter der Bezeichnung Roundhammer deutlich. Der Stab des SHAEF nahm den Grundriss des von Morgan entwickelten Plans und formte ihn in die Endversion, zur Operation Overlord.